# Песнь о Лии (сборник)
Песнь о Лии (англ. A Song for Lya) — первое собрание рассказов американского писателя Джорджа Р. Р. Мартина. Впервые опубликован в 1976 издательством Avon Books. Сборник переиздавался в 1978 и 2001 году. Сборник также известен под названием «Песнь о Лии и другие рассказы» (англ. A Song for Lya and Other Stories). Журнал Locus Poll признал сборник «Песнь о Лии» лучшим сборником рассказов за 1977 год.

## Список рассказов в сборнике
1. «Мистфаль приходит утром» (With Morning Comes Mistfall), 1973
2. «Второй род одиночества» (The Second Kind of Loneliness),1972
3. Override, 1973
4. «Темным-темно было в туннелях» (Dark, Dark Were the Tunnels), 1973
5. Герой (The Hero), 1971
6. «Быстрее света» (FTA), 1974
7. «Рывок к звездному свету» (Run to Starlight), 1974
8. «Дорога в Сан-Брета» (The Exit to San Breta), 1972
9. Slide Show, 1973
10. «Песнь о Лии» (A Song for Lya), 1974[3]

## Примечание
1. ↑  Publication: A Song for Lya and Other Stories (англ.). www.isfdb.org. Дата обращения: 29 августа 2017. Архивировано 13 ноября 2012 года.
2. ↑  The Locus Index to SF Awards: Index of Literary Nominees (4 августа 2011). Дата обращения: 29 августа 2017. Архивировано 4 августа 2011 года.
3. ↑  Contents Lists. www.philsp.com. Дата обращения: 29 августа 2017. Архивировано 15 января 2020 года.